# Коваленко Володимир Миколайович (політик)
Коваленко Володимир Миколайович (15 липня 1952, Кузубівка, Хорольський район) — голова ради та виконкому Автозаводської районної ради Кременчука, 2005 — почесний громадянин Кременчука, член ПРУ. Нагороджений Почесними грамотами Кременчуцької міської ради, Полтавської обласної ради та облдержадміністрації, Почесною Грамотою Кабінету Міністрів України, орденом «За заслуги» ІІІ ступеня (Указ Президента України № 584/2008 від 26.06.2008 року), золотою медаллю «За ефективне управління», нагрудним знаком «Мужність, честь, закон», медаллю «За трудову доблесть». Почесний президент федерації боксу міста Кременчука.

## Біографія
Народився 15 липня 1952 року в с. Кузубівка Хорольського району Полтавської області.
Здобув спеціальності інженер-механік, закінчивши Харківський політехнічний інститут.
Закінчив Харківський політехнічний університет, за фахом інженер-економіст.
На початку 80-х років працював на Кременчуцькому автомобільному заводі.
З 1982 року — на партійній роботі.
У березні 1990 року став головою Автозаводської районної ради, яку очолює і по сьогодні.
За видатні особисті заслуги перед містом 29.09.2005 року XXXVI сесією міської ради присвоєно звання почесного громадянина міста Кременчука.